# Vtáčí ostrov (Oravská přehrada)
Vtáčí ostrov, česky Ptačí ostrov, je malý ostrov (1,6 ha) nacházející se ve vodní nádrži Oravská přehrada, v Oravské kotlině, východně od Námestova v okrese Námestovo, v Žilinském kraji, na Oravě a na Slovensku.

## Historie a popis
Vznikl z návrší nad soutokem Bílé Oravy a Polhoranky po zaplavení jeho okolí Oravskou přehradou v roce 1953.
Je jedním z největších hnízdišť rackovitých ptáků na Slovensku. Hnízdí zde racek chechtavý a racek bělohlavý, dále rybák obecný, kachna divoká a kopřivka obecná. V roce 2020 zde poprvé na Oravě zahnízdila husa velká. Proto je ostrov součástí chráněné krajinné oblasti Horní Orava a chráněného ptačího území Horná Orava v druhé nejpřísnější zóně, zóně B. Veřejnosti není přístupný. Nachází se nedaleko Slanického ostrova.